# Thomas Klosterkamp

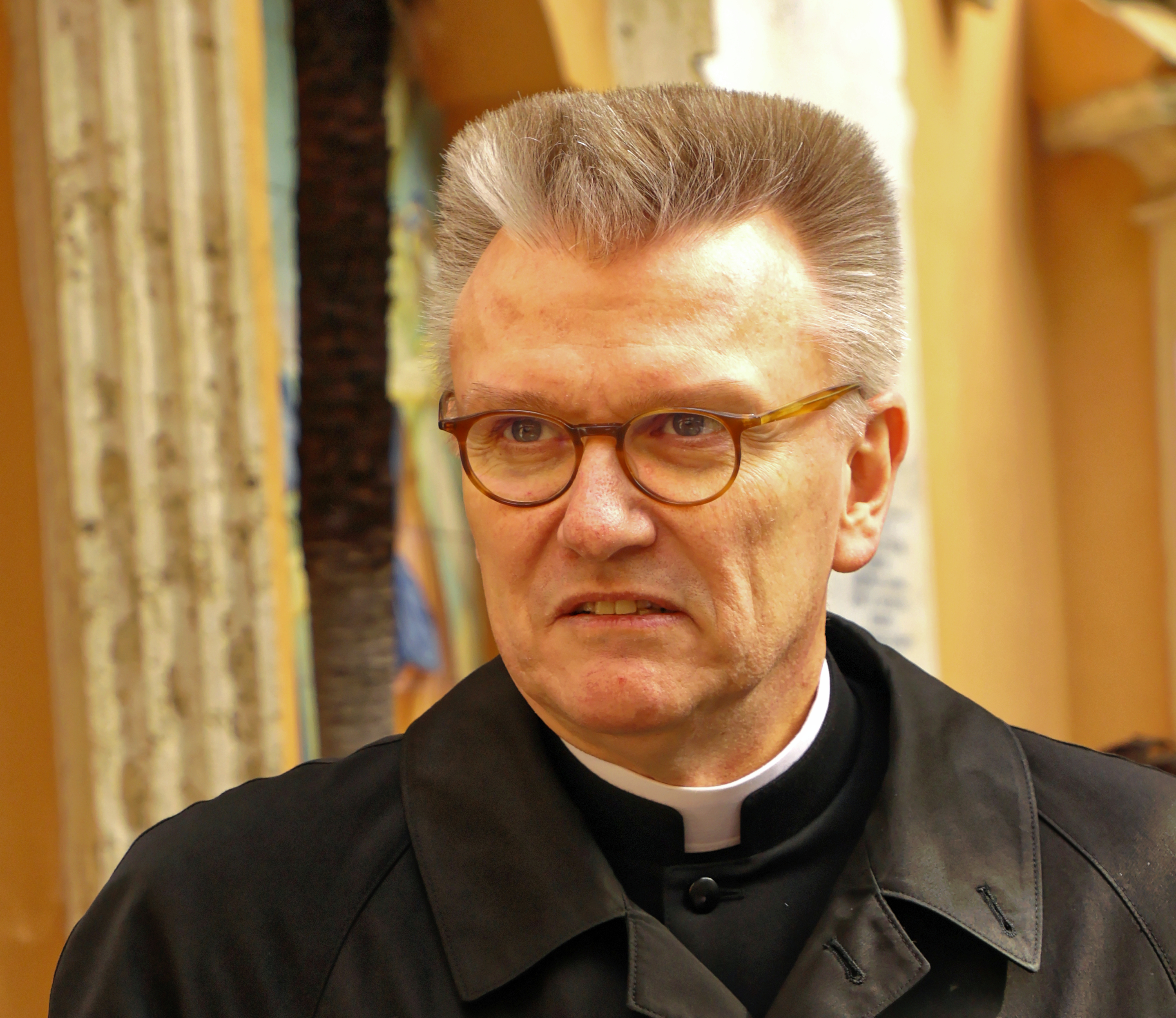
Thomas Klosterkamp, 2018 in Rom

Thomas Klosterkamp OMI (* 1965 in Brachelen) ist ein katholischer Ordenspriester.

## Leben
Thomas Klosterkamp trat 1987 in die Gemeinschaft der Missionare Oblaten der Makellosen Jungfrau Maria (OMI) ein. Sein Noviziat absolvierte er im Bonifatiuskloster Hünfeld. In Mainz, Lyon und Rom studierte er Philosophie und Theologie. 1994 wurde er zum Priester geweiht. Danach war er in München und Zwickau in der Pfarr- und Schulseelsorge tätig. 2000 wurde er Novizenmeister der Oblaten. Gleichzeitig war er zwischen 2000 und 2003 Schriftleiter und Herausgeber der homiletischen Fachzeitschrift „Gottes Wort im Kirchenjahr“.
2002 promovierte er an der katholisch-theologischen Fakultät der Universität Erfurt im Fach Kirchengeschichte. Von 2004 bis 2013 lehrte er Kirchengeschichte an der Katholischen Hochschule in Mainz.
Von 2007 bis 2013 war er der erste Provinzial der Mitteleuropäischen Provinz der Oblaten (Deutschland, Österreich und Tschechien), die aus der Deutschen Provinz hervorgegangen ist und die er von 2003 bis 2007 leitete. Sitz des Provinzialates war das Oblatenkloster Mainz. Zudem gehörte P. Klosterkamp von 2007 bis 2013 dem Vorstand der Deutschen Ordensobernkonferenz an. Hier war er verantwortlich für den Bereich „Bildung und Erziehung“.
Zwischen 2013 und 2019 war P. Klosterkamp als Generalpostulator für Selig- und Heiligsprechungen in Rom tätig. Gleichzeitig war er Superior des Generalhauses der Oblaten in Rom. Anschließend wirkte er im Hünfelder Provinzialat der Oblaten als Provinzarchivar. Seit 2021 ist er Professor für Kirchengeschichte an der Oblate School for Theology, einer ordenseigenen Hochschule in San Antonio, Texas. Seit 2023 ist P. Klosterkamp zudem Vizepräsident dieser Hochschule.

## Schriften (Auswahl)
- Ein Opfer der Nazi-Justiz – Vor 50 Jahren wurde Pater Friedrich Lorenz OMI hingerichtet: Der Weinberg (Verlag der Oblaten / Mainz), 11 (1994), S. 12 f.
- German Oblate Resistance (= Oblate Heritage Series 13), Rome (General Postulation O.M.I.) 1998.
- P. Franz Jäger, in: Zeugen für Christus. Das deutsche Martyrologium des 20 Jahrhunderts, hrsg. von Helmut Moll im Auftrag der deutschen Bischofskonferenz, Bd. 2, Verlag Schöningh, Paderborn 1999, Bd. 2, S. 1090–1093.
- Gottes Wort im Kirchenjahr, Bde. 1–3, Echter Verlag, Würzburg 2001–2004.
- The German Oblates and the Apostolate of the Pen: An excursion across more than 100 years of German Oblate History: Vie Oblate Life 63 (Ottawa 2004), S. 217–234.
- „Herr Prälat, die Lage ist fatal!“ – P. Friedrich Lorenz und Carl Lampert. Zur Geschichte einer folgenschweren Begegnung. in: Gohm, Richard: Selig, die um meinetwillen verfolgt werden. Carl Lampert, ein Opfer der Nazi-Willkür. 1894–1944. Verlag Tyrolia, Innsbruck-Wien 2008, S. 262–274.
- Mediennutzung durch Ordensleute – Bricht „die Welt“ ins Kloster ein? – Konsequenzen für das Leitungsamt im katholischen Ordenswesen (mit Johanna Domek): OK-Ordenskorrespondenz – Zeitschrift für Fragen des Ordenslebens hrsg. v. d. Deutschen Ordensobernkonferenz, 3 (2009), S. 310–316.
- Zur missionarischen Seelsorge an Marienwallfahrts-orten durch Oblaten M.I. zu Lebzeiten des Hl. Eugen von Mazenod (1782–1861), in: Norbert Buhlmann / Peter Styra (Hrsg.), signum in bonum, Festschrift für Wilhelm Imkamp zum 60. Geburtstag, Regensburg 2011, S. 977–991.
- Die Hünfelder Oblaten, Eine neue Ordensgemeinschaft für das Bistum Fulda: Archiv für Mittelrheinische Kirchengeschichte nebst Berichten zur kirchlichen Denkmalpflege, 63 Jg., Mainz 2011, 251–263.
- New Evangelization in the Context of Marian Devotion, in: Oblatio – Studia 2: From French Revolution to the New Evangelization, hg. v. Pawel Zajac, Roma 2013, S. 187–206.
- Oblatenmissionare, Hingabe im Dienst der Verkündigung, in: Philipp Thull (Hrsg.), Mit Jesus auf dem Weg, Ermutigung zum Ordensleben, Sankt Ottilien (Eos-Verlag) 2013, S. 207–221.
- And Jesus asked again: „Do you love me?“ Twelve Retreat Talks on Christ and Obalte Spirituality, Rome 2016. (132 Seiten).
- Die Oblatenmärtyrer von Laos, Zeugnisse ihres Lebens und Sterbens, Mainz 2016. (96 Seiten).
- The Serious Issue of Ongoing Formation in Religious Institutes. Who is responsible?, in: Sequela Christi – Periodica Congregationis pro Institutis Vitae Consacratae et Societatibus Vitae apostolicae 1 (2016), Bd. 2, S. 142–156.
- In Service of the Oblate Charism – the General Postulation Office Today, in: Oblatio - Review of Oblate Life, 3 (2016), S. 539–555.
- German Oblates in the First World War. A Critical Reflection, in: Oblatio - Review of Oblate Life, 3 (2018), S. 445–465.